# 阪急2300系電車 (2代)
阪急2300系電車（はんきゅう2300けいでんしゃ）は、阪急電鉄（阪急）の特急形車両である。

## 概要
9300系以来となるセミクロスシートの京都線用特急車両として導入される。阪急で初となる座席指定サービス「PRiVACE」用の回転リクライニングシート車両を一部編成に連結しており、一部は本系列の増備が進むまで、機器等の調整を施したうえで「PRiVACE」車両のみを暫定的に9300系に組み込んで運用する形態がとられている。
「2300系」の名称は1960年（昭和35年）から2015年（平成27年）まで在籍した車両にも使用されており、本系列では1300系に続いて過去の車両と同一の形式名が付された。中間車には、過去に在籍した2800系に付されていた2800番台の番号の車両もある。
2350形「PRiVACE」車両は、2024年（令和6年）度グッドデザイン賞を受賞した。

## 構造

### 外装
前頭部の各部配置は過去の車両を踏襲しつつ、本形式は「疾走感」を意識したデザインとし、前面窓に曲線を取り入れている。車外表示器はLEDを基本とするが、「PRiVACE」車両ではガラス一体型の液晶ディスプレイ（LCD）を側面窓内に設けている。車外表示器の点滅周波数は1000系後期車や8000系リニューアル車などと同等だが側面のものは他社と同様に一定速度に達すると自動消灯する仕様となった。
外装色は伝統の阪急マルーンをベースに車体上部をアイボリーとしたもので、「PRiVACE」車両ではさらに裾部にライトブラウン（金色と表現する文献もあり）の帯を配し、ドアの左右に「PRiVACE」のロゴを掲げる。
客用扉は一般車両が片側3か所であるのに対して、「PRiVACE」車両では中央の両開き扉1か所のみとなっており、扉の窓形状はひし形としている。また、客室内の窓は1列につき1つの小窓である。一般車両の側窓は、車端部が2連・扉間が3連（車内側は、中央部がカーテンレールでさらに2分割され見かけ上は4連）の連続窓であり、車端部は2枚とも、扉間は両端の窓が開閉可能である。
乗務員室の寸法が拡大された影響で、乗務員室後部は側窓が設置されていない。

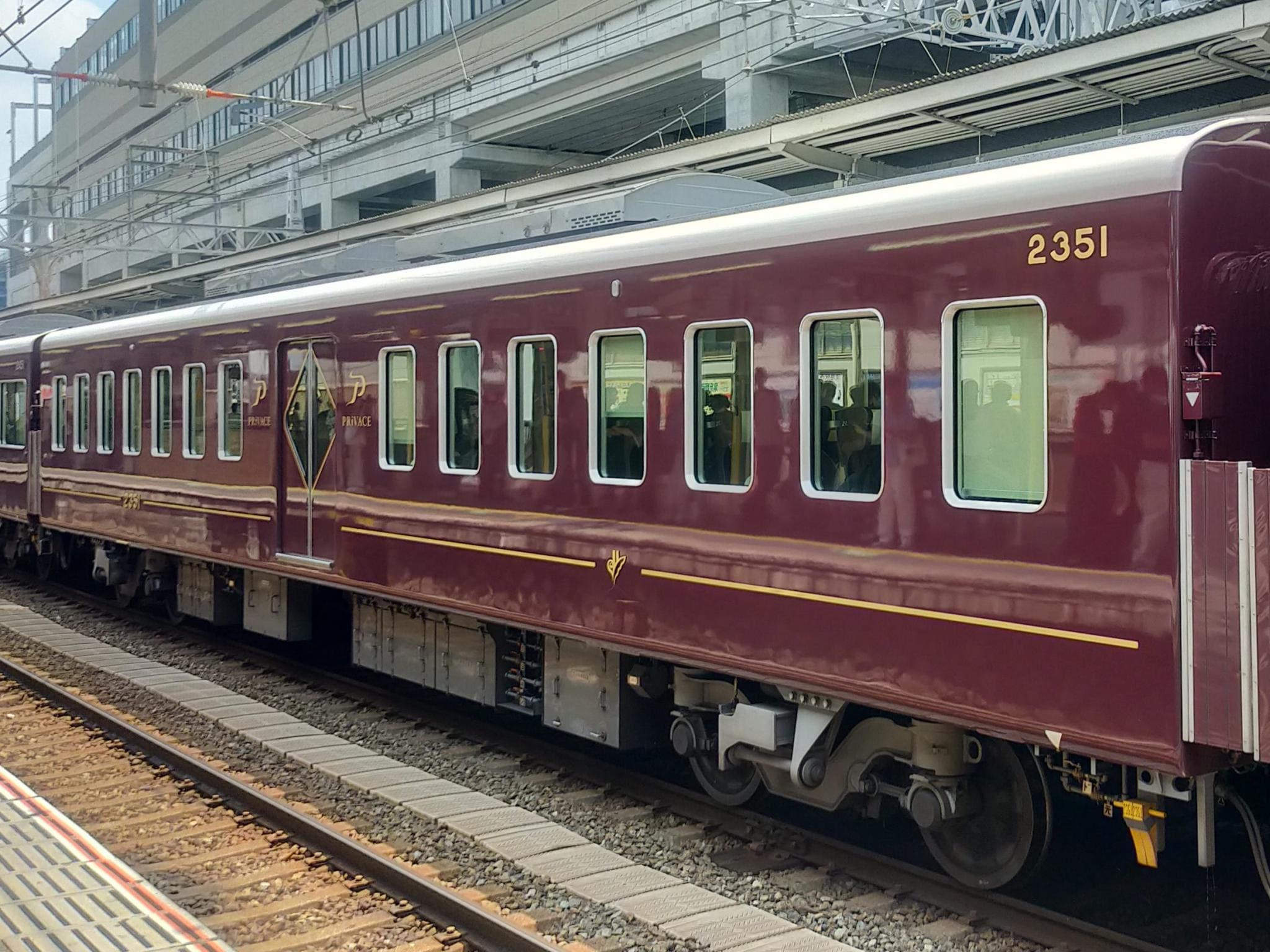
2350型「PRiVACE」車両 外観 （2025年6月21日 淡路駅）
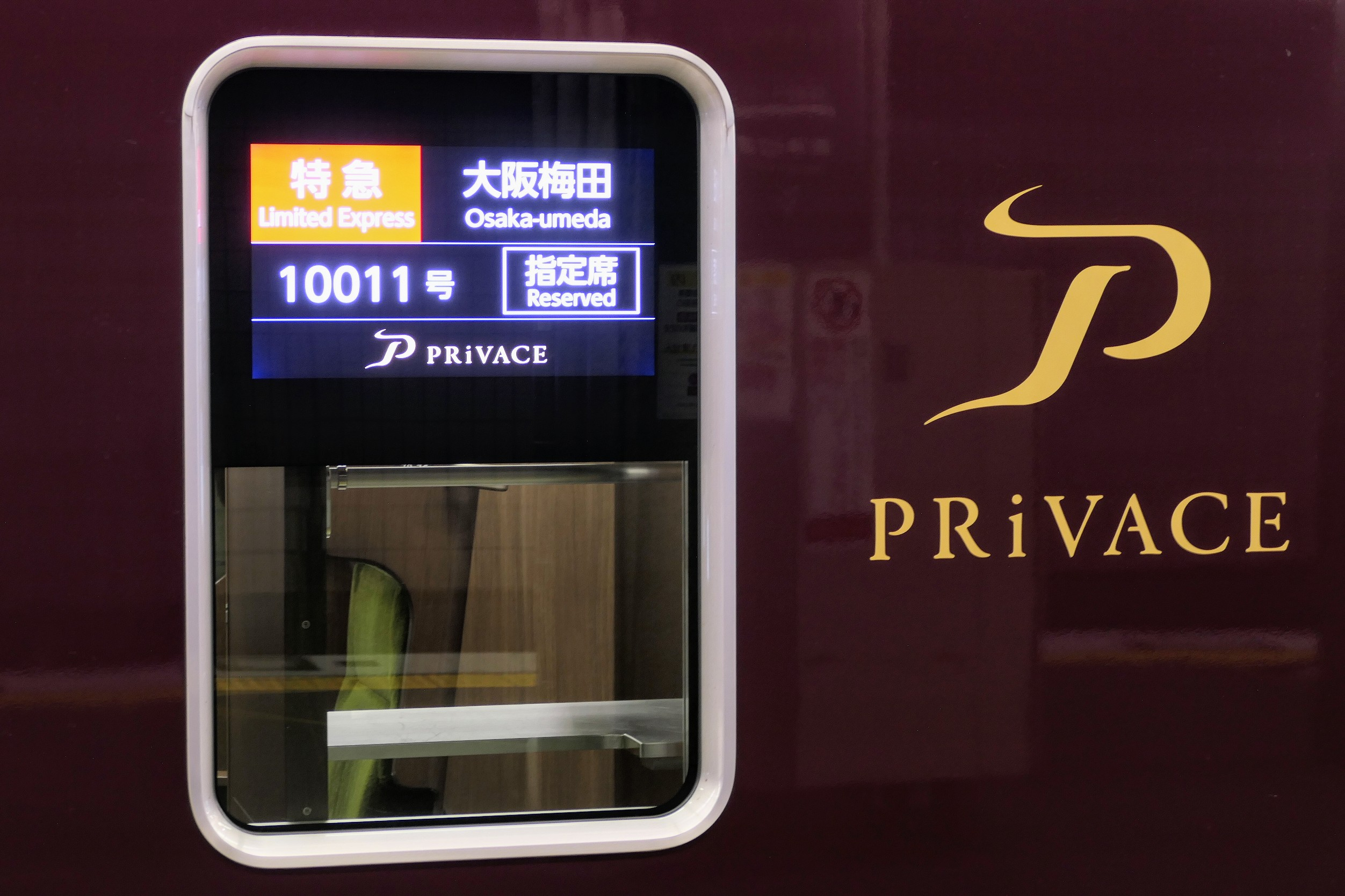
「PRiVACE」車両の液晶表示機

### 内装
一般車両はドア間を転換クロスシート（一部固定）、車端部をロングシートとしており、各車両のロングシート部に優先席と車椅子スペースが設けられる。先頭車両では乗務員室直後の座席が省略されており、車椅子スペースが中間車よりも拡大されている。これまでの車両と同様に化粧板は木目調、モケットはゴールデンオリーブ色とした。車内ディスプレイは32インチハーフサイズのLCD表示器で、各ドア上に千鳥状に配置し各車両3基設けた。鴨居部の化粧板は、第1編成の2300Fでは天井と同色のアイボリーであるが、第2編成以降は2000系（2代）同様、木目調に変更される予定である。
「PRiVACE」車両では、2+1配列の回転リクライニングシート（座面スライド機構付き）を扉を挟んで7列ずつ設置しており、2つの客室で2人掛け側と1人掛け側の左右が逆転する千鳥配置となっている。うち各1列では1人掛け側の座席を省略し、一方の客室では車椅子スペースを、もう一方の客室では荷物置き場を設置している。各座席には読書灯、コンセント、インアームテーブルがあり、枕部分および2人掛け席の肘掛け部にはパーテーションを備える。客室内のモケットは一般車両と同様である一方、床面はカーペット敷きとなり化粧板の木目も一般車両とは異なる柄を採用し、鴨居部も木目調としている。デッキは床面も木目調で、壁面上部は大理石調とした。車内ディスプレイは32インチのLCD表示器で、客室・デッキ間の各ドア上に1つずつ、計4基を搭載している。
客室内防犯カメラは各車両に3台ずつ設けている。
運転台はワンハンドル式で、モニタ装置を2つ搭載している。また1300系の車両情報統合システムから大きく機能を拡張させた車両制御システム（TCMS）を採用することで、同社で初めて制御転送指令を実現した。自動放送装置についても車掌台に設置のタッチパネル式の装置が廃止され、運転台上のモニタ装置に内蔵されている。

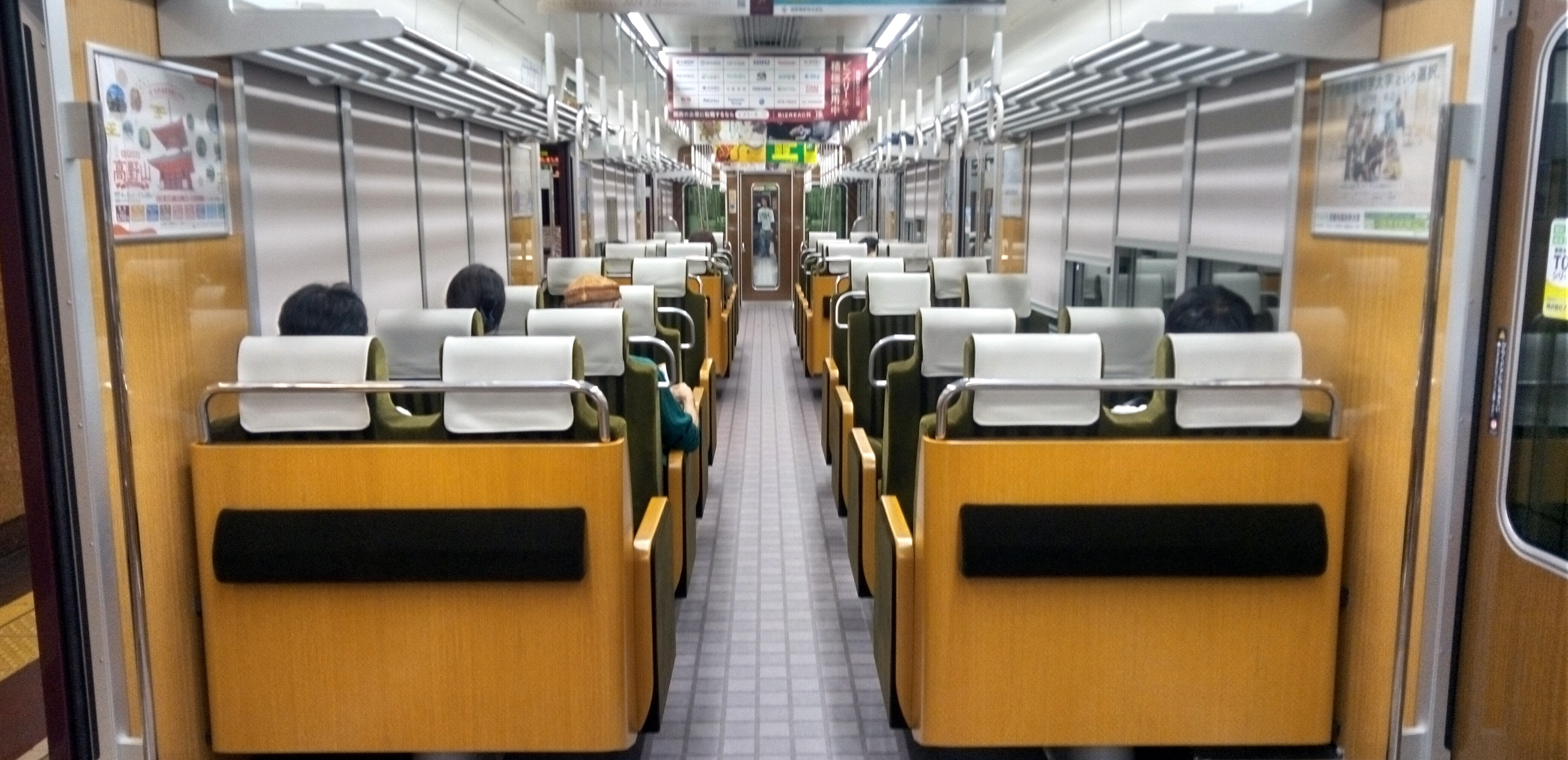
一般車車内 （2024年7月）
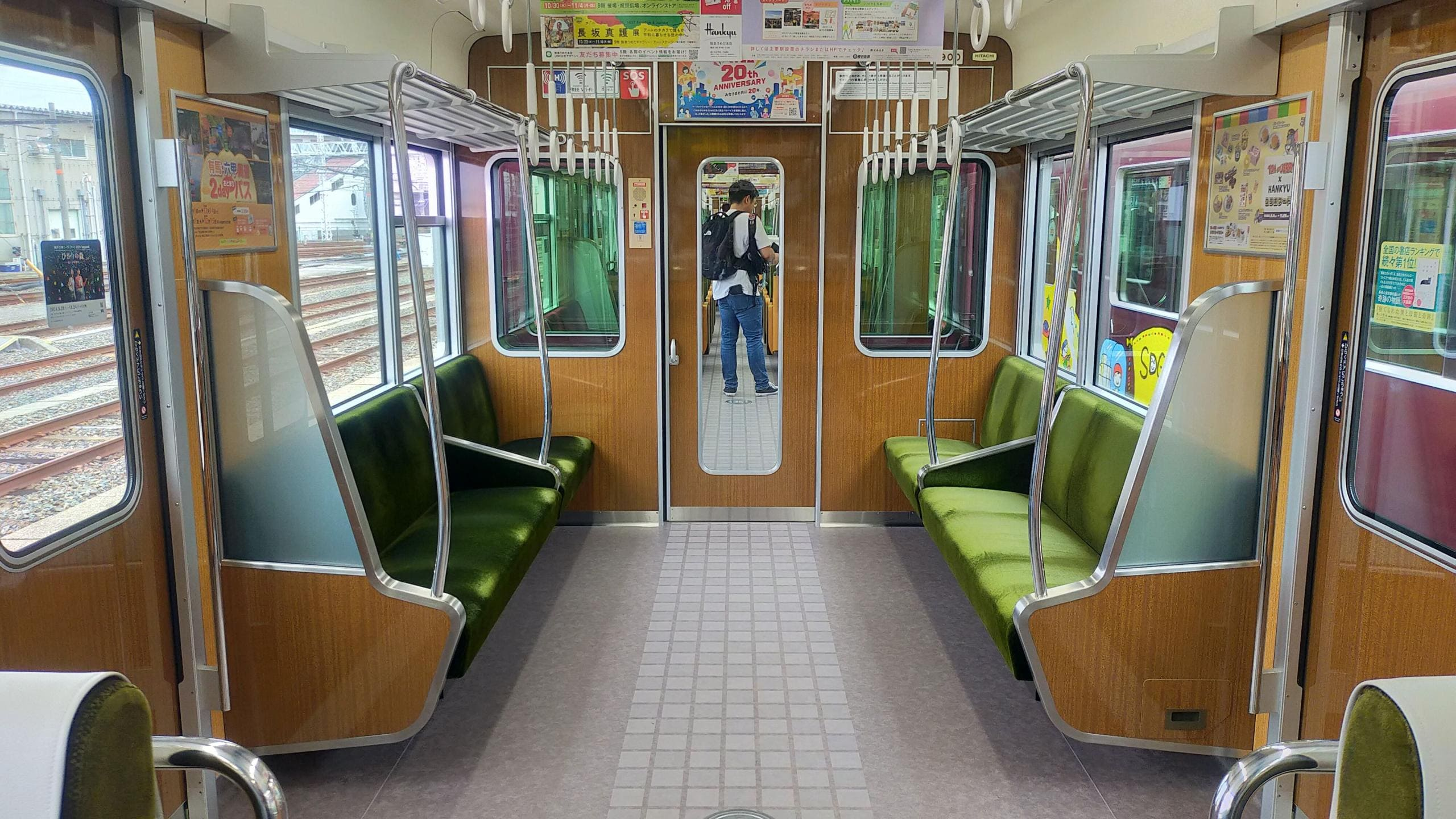
車端部のロングシート （2024年10月）
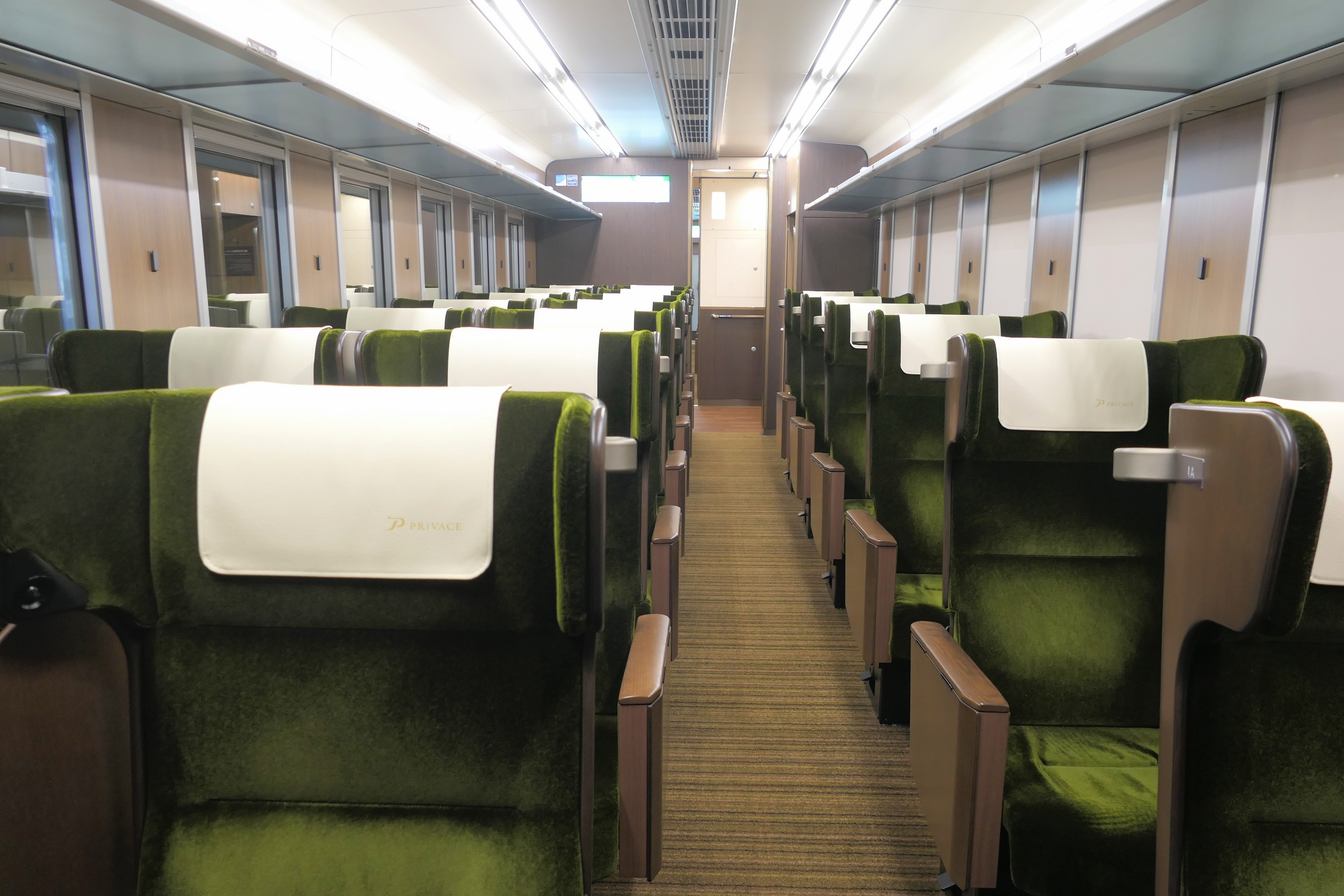
座席指定車「PRiVACE」車内 （2025年6月）

### 走行機器
電動車には主電動機（出力190 kW）を1両につき4台搭載し、うちM車はシングルアームパンタグラフ2台とVVVFインバータ制御装置を、M'車は静止型インバータ装置（SIV）を装備する。制御装置はハイブリッドSiCモジュールによるVVVFインバータ制御である。台車は1300系に続いて電動台車はFS579M、付随台車はFS579Tを採用している。
補助電源装置には、東洋電機製造の容量180 kVA・供給電圧 交流440 VのSIVを採用した。また待機二重系や編成内SIVの並列運転により冗長性を確保している。

## 形式
4M4Tの8両編成で、以下のとおり組成される。形式名については、新形式呼称（数字の先頭にアルファベットを付加した形式）を用いる媒体もある。
- 2300形・2400形（Tc）/ Tc2300形

制御車。床下に電動空気圧縮機と蓄電池を搭載。2300形は大阪梅田駅方、2400形は京都河原町駅方の先頭車となる。新形式呼称では、両先頭車ともTc2300形となる。
- 2800形・2850形（M）/ M2800形

パンタグラフ付き電動車。床下にVVVFインバータ制御装置、屋根上にシングルアーム式パンタグラフ2基を搭載。2800形は大阪梅田駅方から2両目、2850形は6両目に連結される。
- 2900形・2950形（M'）/ M2900形

電動車。床下に静止形インバータを搭載。2900形は大阪梅田駅方から3両目、2950形は7両目に連結される。
- 2350形・2450形（T）/ T2350形

付随車。2350形は「PRiVACE」車両となり、車体側面の窓配置が異なる。2350形は大阪梅田駅方から4両目、2450形は5両目に連結される。

## 運用
2024年（令和6年）7月21日に京都線で運行を開始し、同日より「PRiVACE」サービスも提供されている。将来的に12編成を導入し、京都線の特急車両は本系列に統一される計画となっている。
2024年度は編成単位では1編成のみの導入となり、「PRiVACE」のサービス開始用にこれとは別に2350形6両（2356 - 2361）が単独で製造された。単独で製造された2350形「PRiVACE」車両は、当面は9300系6編成に暫定的に組み込む形で運用される。
以降はまず8両編成×5本を増備して「PRiVACE」運行本数の拡大を図り、その後7両編成×6本を増備して9300系組み込み車両を新製編成に組成する計画となっている。

## 編成表
2025年（令和7年）4月1日現在
凡例
- ■：「PRiVACE」車両
- ■：女性専用車両（平日の通勤特急運用時のみ）

| ← 大阪梅田京都河原町 → | ← 大阪梅田京都河原町 → | ← 大阪梅田京都河原町 → | ← 大阪梅田京都河原町 → | ← 大阪梅田京都河原町 → | ← 大阪梅田京都河原町 → | ← 大阪梅田京都河原町 → | ← 大阪梅田京都河原町 → | ← 大阪梅田京都河原町 → | ← 大阪梅田京都河原町 → |
| ---------------------- | ---------------------- | ---------------------- | ---------------------- | ---------------------- | ---------------------- | ---------------------- | ---------------------- | ---------------------- | ---------------------- |
| 2300 1号車 （Tc）      | 2800 2号車 （M）       | 2900 3号車 （M'）      | 2350 4号車 （T）       | 2450 5号車 （T）       | 2850 6号車 （M）       | 2950 7号車 （M'）      | 2400 8号車 （Tc）      | 竣工                   | 備考                   |
| 2300                   | 2800                   | 2900                   | 2350                   | 2450                   | 2850                   | 2950                   | 2400                   | 2024/07/05             |                        |
| 2301                   | 2801                   | 2901                   | 2351                   | 2451                   | 2851                   | 2951                   | 2401                   | 2025/02/28             |                        |
| 2302                   | 2802                   | 2902                   | 2352                   | 2452                   | 2852                   | 2952                   | 2402                   | 2025/03/21             |                        |

| ← 大阪梅田京都河原町 → | ← 大阪梅田京都河原町 → | ← 大阪梅田京都河原町 → | ← 大阪梅田京都河原町 → | ← 大阪梅田京都河原町 → | ← 大阪梅田京都河原町 → | ← 大阪梅田京都河原町 → | ← 大阪梅田京都河原町 → | ← 大阪梅田京都河原町 → | ← 大阪梅田京都河原町 → |
| ---------------------- | ---------------------- | ---------------------- | ---------------------- | ---------------------- | ---------------------- | ---------------------- | ---------------------- | ---------------------- | ---------------------- |
| 9300 1号車 （Mc1）     | 9850 2号車 （T1）      | 9870 3号車 （T2）      | 2350 4号車 （T）       | 9890 5号車 （T2）      | 9860 6号車 （T1）      | 9800 7号車 （M1）      | 9400 8号車 （Mc2）     | 竣工 （2350形）        | 備考                   |
| 9307                   | 9857                   | 9877                   | 2356                   | 9897                   | 9867                   | 9807                   | 9407                   | 2024/07/08             |                        |
| 9308                   | 9858                   | 9878                   | 2357                   | 9898                   | 9868                   | 9808                   | 9408                   | 2024/07/08             |                        |
| 9303                   | 9853                   | 9873                   | 2358                   | 9893                   | 9863                   | 9803                   | 9403                   | 2024/07/08             |                        |
| 9304                   | 9854                   | 9874                   | 2359                   | 9894                   | 9864                   | 9804                   | 9404                   | 2024/07/08             |                        |
| 9305                   | 9855                   | 9875                   | 2360                   | 9895                   | 9865                   | 9805                   | 9405                   | 2024/07/08             |                        |
| 9306                   | 9856                   | 9876                   | 2361                   | 9896                   | 9866                   | 9806                   | 9406                   | 2024/07/08             |                        |